# Boletim Official
Boletim Official, vollständig Boletim official do Governo Geral da Provincia de Moçambique, ist der Titel für das ehemalige amtliche Verkündungsorgan (Amtsblatt) der portugiesischen Kolonialverwaltung von Mosambik. Das Boletim Official erschien periodisch im wöchentlichen Rhythmus zwischen den Jahren 1854 und 1975. Es wurde in Lourenço Marques durch die Imprensa Nacional de Moçambique gedruckt und herausgegeben. Die Titelbezeichnung des Amtsblattes variierte, je nachdem ob das koloniale Territorium als „Überseeprovinz“ (Província ultramarina) oder als „Kolonie“ bezeichnet wurde. Das seit der Unabhängigkeit Mosambiks 1975 erscheinende Mitteilungsorgan der Regierung trägt die Bezeichnung Boletim da República.
Das Amtsblatt diente der früheren Kolonialregierung zur Verbreitung offizieller Informationen, wie etwa Gesetze, die die Kolonie und das gesamte portugiesische Herrschaftsgebiet betrafen, Nachrichten über die Regierung selbst, Details zu Landkonzessionen und monatliche Angaben über Verhaftungen und Krankenhauseinweisungen. Zudem sind darin Vorschriften im Zusammenhang mit der Anwerbung von Arbeitsmigranten für den südafrikanischen Bergbau enthalten.